# Oberea pseudannulicornis
Oberea pseudannulicornis är en skalbaggsart som beskrevs av Stefan von Breuning 1982. Oberea pseudannulicornis ingår i släktet Oberea och familjen långhorningar. Inga underarter finns listade i Catalogue of Life.